# 亞歷山大角莖鱂
亞歷山大角莖鱂，為輻鰭魚綱鯉齒目鯉齒亞目花鳉科的其中一種，分布於南美洲巴西Antonina河及Dois de Fevereiro河流域，體長可達1.8公分，棲息在氾濫平原，屬雜食性，生活習性不明。

## 擴展閱讀
維基物種上的相關：亞歷山大角莖鱂